# Ираклий Иерусалимский
Ираклий (ок. 1128—1190/91) — католический прелат, Латинский патриарх Иерусалима.

## Происхождение и начало служения
Ираклий был родом из Жеводана в Оверни, Франция. Изучал право в Болонском университете. Он прибыл в Королевство Иерусалимское до 1168 года, где впервые появляется как магистр Ираклий, свидетель патриархальных деяний. Он был назначен архидиаконом Иерусалима в 1169 году. В этом качестве он безуспешно пытался убедить папу Александра III восстановить Жильбера Д’Эссайи в должности великого магистра рыцарей-госпитальеров, хотя папа похвалил его за изложение дела. В 1173 назначен архиепископом Кесарии, принимал участие в работе Третьего Латеранского собора в 1179. После смерти Амальрика Несльского в 1180, Ираклий считался наряду с Вильгельмом Тирским главным кандидатом на опустевшую кафедру, и был в итоге на неё избран, не без влияния Агнес де Куртене, матери короля. Поскольку большая часть сведений об Ираклии исходит от его противника, Вильгельма Тирского и его сторонниками-характеристика нового иерарха часто изобилует негативом и обвинениями. Недоброжелатели в частности обвиняли его во взяточничестве и в том, что он был любовником вдовствующей королевы. Он открыто жил со вдовой торговца тканями из Наблуса Паске де Ривери, которую называли «мадам патриархессой», от которой у него была по крайней мере одна дочь.

## Патриаршество
Во время правления Ираклия Иерусалимское королевство находилось в упадке. Король Балдуин IV страдал проказой и было понятно, что он скоро умрёт. Его племянник Балдуин, сын Сибиллы, сестры короля, был мал, чтобы править. В связи с этим в 1184 году Ираклий вместе с Роже де Муленом, великим магистром рыцарей-госпитальеров, и Арно де Торрожем, великим магистром рыцарей-тамплиеров, отправился в Европу за помощью в разрешении надвигающегося кризиса престолонаследия в королевстве. Они унесли с собой ключи от города Иерусалима, Храма Гроба Господня и Башни Давида, а также другие памятные вещи. Миссия посетила Италию,Францию и Англию. Путешественники встретились с королём Франции Филиппом II, который дал денег и королём Англии Генрихом II, обещавшим ранее отправиться в крестовый поход, но решившим остаться с сыновьями дома, за что Ираклий назвал и самого короля и принцев порождениями дьявола.
Находясь в Англии, Ираклий побывал на могиле Томаса Бекета и освятил церковь Темпл в Лондоне, английскую штаб-квартиру ордена тамплиеров; за этот поступок его, пожалуй, лучше всего помнят в Англии сегодня. Хронист Ральф Нигер сообщает, что во время этой миссии Ираклий предлагал правление Иерусалимом Филиппу II Французскому и Генриху II Английскому (но оба отвергли его) и любому другому принцу, с которым он сталкивался. Ральф утверждал, что жители Запада, видя роскошные одеяния Ираклия и его свиты, приходили в негодование и считали их простыми попрошайками, которым при таком богатстве не нужна никакая помощь. Другие современники отмечали высокие духовные качества иерарха и проникались сочувствием. В целом, миссия не выполнила свою задачу.
Ираклий вернулся в Иерусалим в конце 1185 года. Тем временем умер Балдуин IV, и королю наследовал его юный племянник, Балдуин V. Король-мальчик умер летом 1186 года. Наследником была его мать Сибилла, но её муж, Ги де Лузиньян, относительно недавно прибывший в королевство, пользовался широкой неприязнью знати. Впрочем, по воле королевы Сибиллы он был коронован как король Иерусалима со словами «Я выбираю тебя королем, моим господином и повелителем земли Иерусалимской, потому что тех, кого Бог соединил, никто не должен разлучать».
В 1187 году мусульманская армия во главе с Саладином вторглась в королевство, разгромив войско крестоносцев, а сам король Ги попал в плен. Сохранился отчет Ираклия о битве и её непосредственных последствиях, адресованный папе Урбану III; согласно хроникам, «папа Урбан, находившийся в Ферраре, умер от горя, когда услышал эту новость». В письме он сказал, что без внешней помощи Иерусалим и Тир падут в течение шести месяцев. После взятия Иерусалима Ираклий искал убежища в Антиохии. Затем он принял участие в осаде Акры, где его прибытие воодушевило армию. Умер от болезни во время Третьего крестового похода зимой 1190—1191 годов.

## В культуре
Сегодня образ Ираклия в основном негативный, чему способствовало большое число недоброжелателей и написанных ими писем и хроник.
Ираклий Иерусалимский — один из эпизодических персонажей фильма Ридли Скотта Царство Небесное 2005 года в исполнении Джона Финча. В фильме он показан как надменный и слегка высокомерный, но в то же время и трусоватый человек.